# Вернерс Тепферс
Вернерс Тепферс (латис. Verners Tepfers; *9 жовтня 1893, Єцава — †22 листопада 1958, Стокгольм) — політичний і військовий діяч Латвії.
У 1916 закінчив юридичний факультет Московського університету.
Головний військовий прокурор (1924).
У 1934–1940 — Голова товариства Військового музею Латвії.
У 1944–1946 — Голова Латвійської Центральної Ради (латис. Latvijas Centrālā padome).

## Нагороди
- Кавалер Ордена Трьох зірок;
- Кавалер Ордена Полярної зірки;
- Кавалер військового Ордена Лачплесіса.